# イワン・レルベルグ

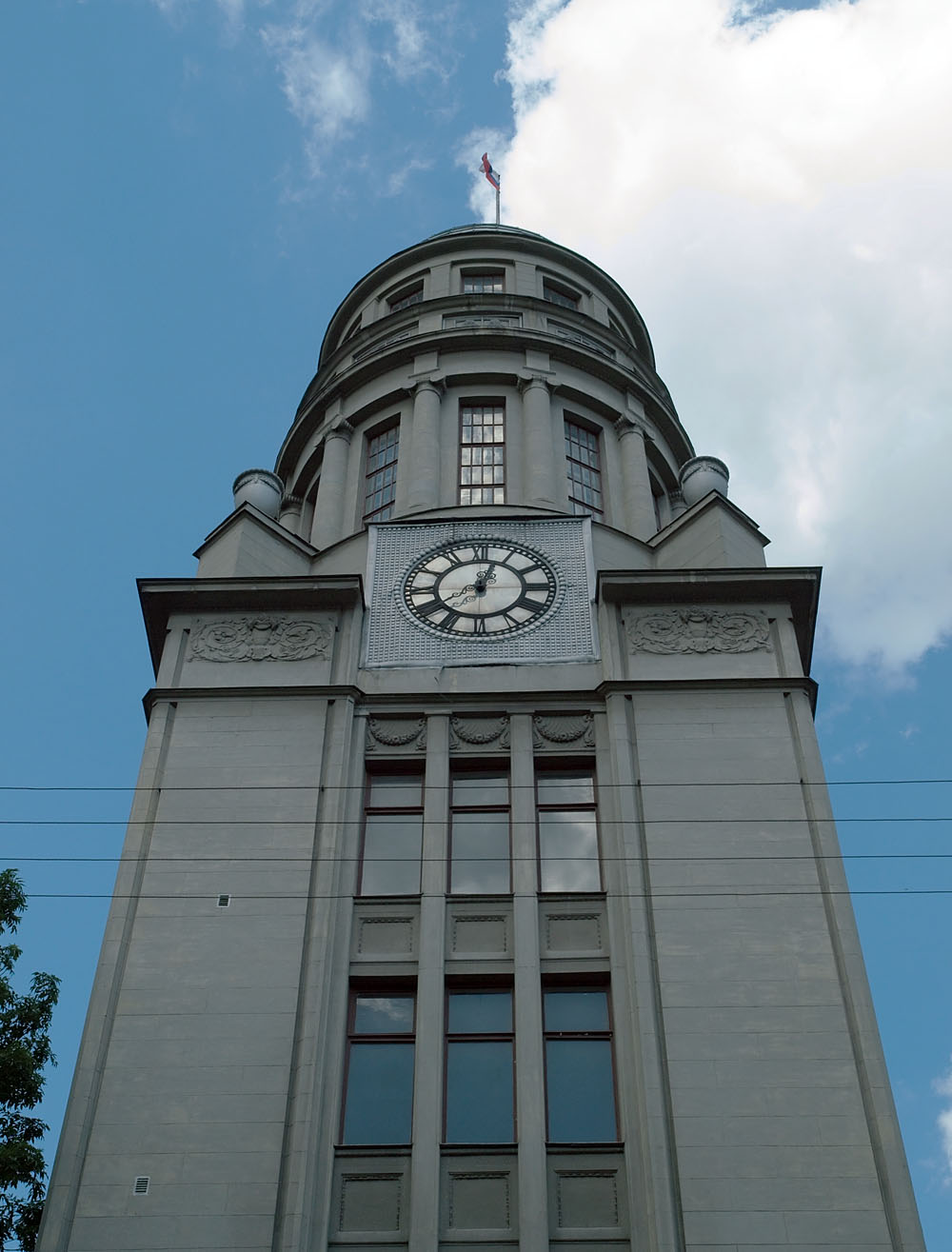
北部保険会社時計台（1909–1912）

イワン・イワノビッチ・レルベルグ（Ivan Rerberg, 1869年10月4日 - 1932年）は、ロシアの建築家。建設エンジニア。建築設計も相当手がけているが、常にサインではエンジニアと署名していることが知られている。

## 生涯
彼の孫ゲオルギー・レルベルグは著名な映画撮影監督として知られる。レルベルグの父親イワン・フョードル・レルベルグ （1831-1917）は鉄道エンジニアで、ニジニノヴゴロド鉄道の監督を務め、のちに重役に就任。兄フョードル（1863年-1938年）は画家となった。
本人はサンクトペテルブルクアカデミーで軍事エンジニアの教育を受ける。卒業後カデット軍団に所属した軍事技師でレルベルグは、その時代のエンジニアのメンバーで4番目へのアプローチの革新的な構造フレームを実施。建築家のタイトルを軽蔑。1896年からの建物の仕事を手がけるまでは実用的なダムや道路建設に従事していた。
同年、サービス低下軍のうちと建設チームに参加しハリコフ機関車の作品を残している。
1897年から1909年まではローマン・クレインの事務所に所属、クレインの建築作品の現場監督、構造設計を担当。同時にレルベルグはクレインのマネージメントも行い、ミュール・アンド・メリリス百貨店（現ツム中央百貨店、1907年-1908年）、 モスクワ州立大学の拡張、 Devichyeポールクリニック（1897 - 1900）、Miusskayaスクエア大学（1903）といった他のプロジェクトをしっかりサポートする。平行して徐々に単独の仕事も受けている。
1906年にゴールデングローブ後半の資金で不動産アパートの建物大型ステージの最初のコンテストウォンMeshchansky地区Solodovnikovの第1期を手がける。第2期からはマリアン・ペレチャトコーヴィッチと組んで1909年にプロジェクトを完成。この建物はビクトリア建築とアール・ヌーヴォーのミックススタイル、仕事をしレルベルグ後続のすべての学校に所属し、ロシア新古典主義を復活させる。 
1909年再びペレチャドコーヴィッチと組んで北部保険会社の時計塔建物を手がける。ペレチャドコーヴィッチはすぐにモスクワへ出発し、最終的にレルベルグだけで建物の外観を作成。この近代的な新古典主義のプロジェクトは、1911年に完了。その間にはSolodovnikovアパート（1907年から1909年）、Basmanny地区の学校（1912年）などもある。 
その後、研修生としてイリヤ・アレクサンドロヴィチ・ゴロソフ（1883-1945）, ヴャチェスラフ・オルタルジェーフスキーを雇用。レジデンス（現在は民間の建物、一次世界大戦前にインドネシアの大使館）病院、大学、高校、ショッピングアーケードを次々手がける。一次世界大戦前に、キエフスカヤ鉄道のモスクワ内のターミナルを1914年から1921年に、実質的完成は1917年で、インテリアなどは1920年から1921年に完成させる。
その後モスクワで、ロシア戦争を市民、ボリショイ劇場、マリーとモスクワ芸術劇場3つの主要プロジェクトに採用される。これは1921年から1923年にかけて緊急にネグリンナヤ地下河川のボリショイ劇場財団建物強化に従事、レルベルグは、これらが監督した彼の下でゆっくりと実装の死までボリショイ側に改築のための徹底的な提案を公表した。
代表作の一つトヴェルスカヤストリートに面する中央電信建物（モスクワクレムリン、1926年から1927年）は、クライアントは、最初の公開設計競技で選んだのが不評で前衛的より古典主義的な方がよいと判断し、1925年に建物設計契約を締結。レルベルグの草案は1926年3月付けで当局に認可され、建物は1927年に完成させた。
レルベルグの最後のプロジェクトは、軍事大学クレムリン（現管理棟モスクワのクレムリン）で、死後の1934年に完成した。